# Ctenucha virginica
Ctenucha virginica är en fjärilsart som beskrevs av Eugen Johann Christoph Esper 1794. Ctenucha virginica ingår i släktet Ctenucha och familjen björnspinnare. Inga underarter finns listade i Catalogue of Life.

## Bildgalleri

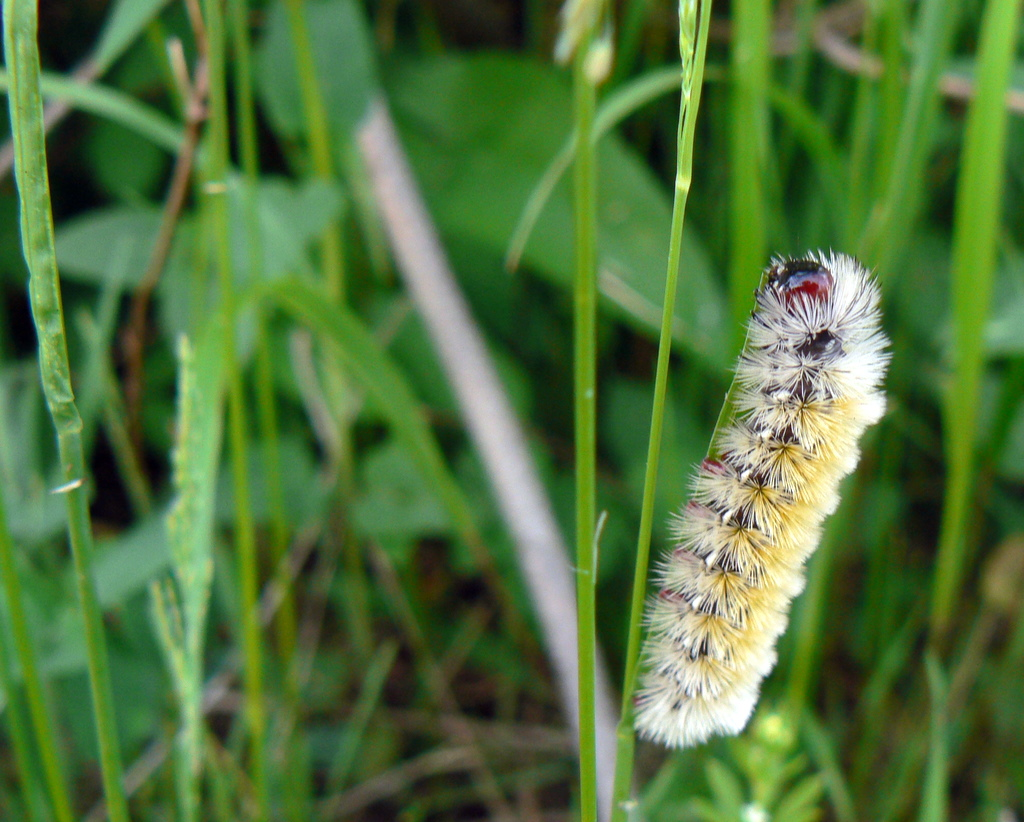
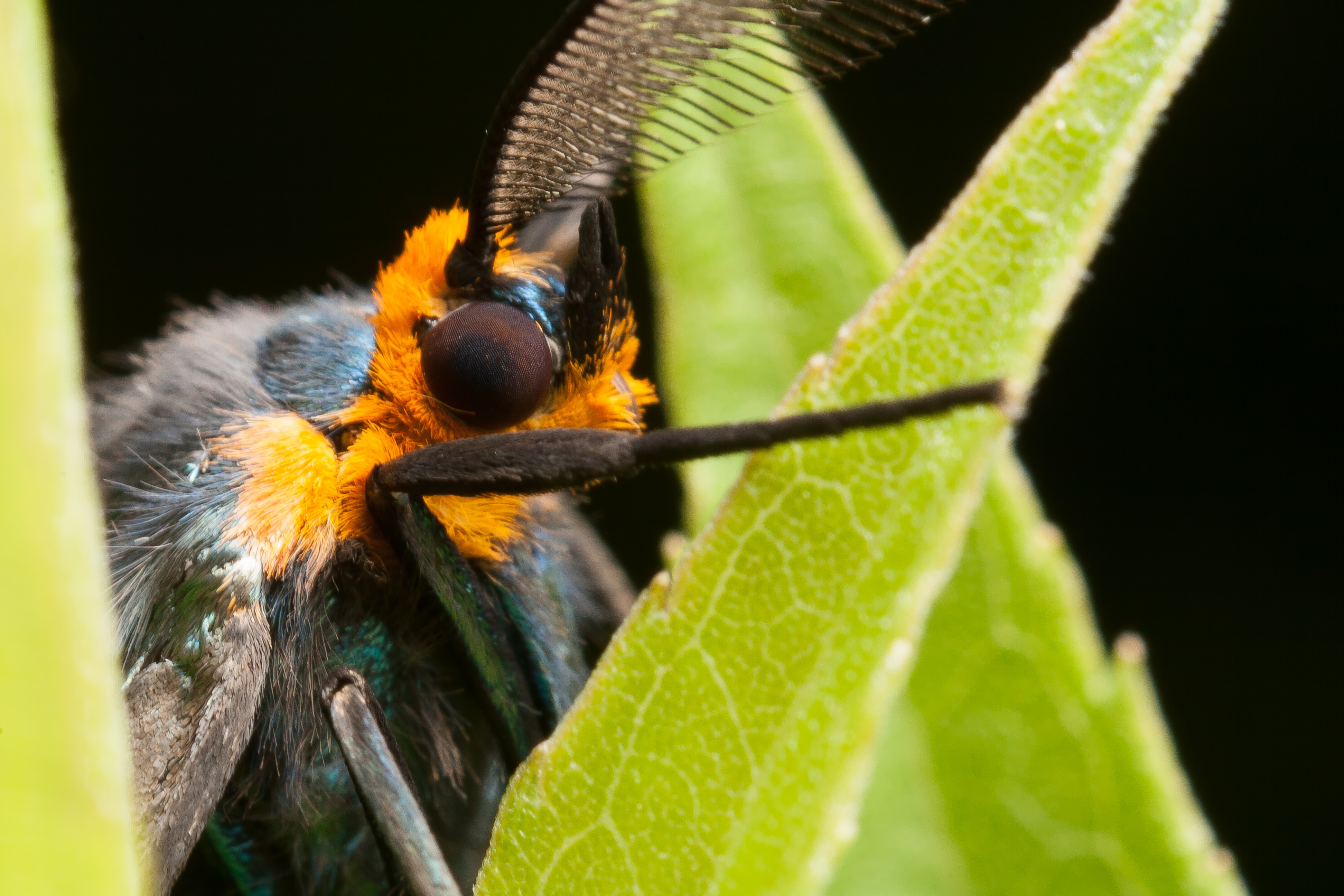